# Кобаш
Кобаш (раније Босански Кобаш) је насељено мјесто у општини Србац, Република Српска, БиХ.

## Прошлост
Чинило је оппштину Кобаш 1865. године - 14 села, са укупно 796 душа. Број становника Срба у Кобашу између два пописа 1847. и 1867. године се смањио за 87 душа; од 942 на 855 је спао. Кобаш је био 1885. године у саставу Новоградишког изборног среза за српски црквено-народни сабор у Карловцима. У њему је тада пописано 855 православних Срба.
Књижевник Емил Чакра је 1854. године објавио у српском листу "Светозору" песму под називом "Кобашкиња". Реч је о старој народној песми посвећеној трагичној смрти девојке Маре Маргетић родом из Кобаша. Она је 1611. године дошла из свог села у Пожегу, да освети њеног "љубезника" - убије Хусеин-пашу Сулеманића. Паша је њеног драгог заробио у бици код Нашица, па погубио. Зауставио је Мару турски стражар и убио, али она је већ дотад тројицу Турака смакла. У Кобашу половином 19. века живе Срби и Турци. По смрти трговца из Брода, Анастаса Паханија, продавана му је имовина, од које се у Кобашу (на Сави) налазила лађа под именом "Магдалина". У лађи која је била у трошном стању, могло се превести 2000 мерова житарица.

## Становништво
| Националност       | 2013. | 1991. | 1981. | 1971. | 1961. |
| Муслимани          |       | 798   | 678   | 868   |       |
| Срби               |       | 100   | 123   | 160   |       |
| Југословени        |       | 76    | 271   | 14    |       |
| Хрвати             |       | 16    | 37    | 74    |       |
| Албанци            |       |       | 9     | 5     |       |
| Роми               |       |       | 3     |       |       |
| Црногорци          |       |       | 2     |       |       |
| Македонци          |       |       | 1     |       |       |
| Словенци           |       |       | 1     |       |       |
| Мађари             |       |       |       | 1     |       |
| остали и непознато |       | 24    | 20    | 18    |       |
| Укупно             | 887   | 1.014 | 1.145 | 1.014 |       |

| Демографија | Демографија | Демографија |
| Година      | Становника  | Становника  |
| ----------- | ----------- | ----------- |
| 1948.       | 702         |             |
| 1953.       | 943         |             |
| 1961.       | 995         |             |
| 1971.       | 1.140       |             |
| 1981.       | 1.145       |             |
| 1991.       | 1.014       |             |
| 1993.       | 1.043       |             |
| 2013.       | 887         |             |